# Streblosoma bairdi
Streblosoma bairdi är en ringmaskart som först beskrevs av Anders Johan Malmgren 1866.  Streblosoma bairdi ingår i släktet Streblosoma och familjen Terebellidae. Arten är reproducerande i Sverige.

## Underarter
Arten delas in i följande underarter:
- S. b. antarctica
- S. b. glandularis